# Eastleigh (Devon)
Eastleigh – przysiółek w Anglii, w Devon. Eastleigh jest wspomniana w Domesday Book (1086) jako Lei/Leia.